# Саблук, Пётр Трофимович
Пётр Трофимович Саблук (род. 1941) — директор Национального научного центра «Институт аграрной экономики» Украинской академии аграрных наук, Герой Украины (2004).
Действительный член: УААН (1991), Европейской ассоциации экономистов-аграрников (1991), Всемирной ассоциации экономистов-аграрников (1993), АЭНУ (1993), Академии региональных наук України (1995), Белорусской академии аграрных наук (1996), Российской академии сельскохозяйственных наук (2003). Почётный профессор Национального аграрного университета, Луганского национального аграрного университета, Государственного агроэкологического университета, Уманского государственного аграрного университета.

## Биография
Родился 22 июня 1941 года в с. Потоки Жмеринского района Винницкой области.

### Образование
- После окончания средней школы с 1958 по 1963 годы учился в Украинской сельскохозяйственной академии, факультет экономики и организации сельского хозяйства, бухгалтер-экономист.
- Кандидатская диссертация «Организация и эффективность оперативного анализа животноводства в условиях внутрихозяйственного расчета» (Украинский НДИ экономики и организации сельского хозяйства им. А. Шлихтера, 1974).
- Докторская диссертация. «Действия, контроль и анализ в управлении аграрным сектором (методология и організация)» (Киевский институт народного хозяйства, 1990, в форме научного доклада).

### Деятельность
- В течение 1963—1965 годов работал преподавателем Рыдковского сельскохозяйственного техникума, Новоселицкий район Черновицкая область.
- 1965—1967 — главный бухгалтер, колхоз им. Свердлова Новоселицкого района.
- 1967—1969 — экономист, 1969—1971 — старший экономист, Черновицкое областное управление сельского хозяйства.
- 1970—1972 — преподаватель (по совместительству), Черновицкий государственный университет.
- 1971—1974 — аспирант, 1974—1976 — младший научный сотрудник, 1976—1979 — старший научный сотрудник, 1979—1988 — заведующий сектором, с 1988 — директор, Украинский национальный государственный институт экономики и организации сельского хозяйства им. А. Шлихтера (Институт аграрной экономики УААН; с 01.2004 — Национальный научный центр «Институт аграрной экономики»).
- 1986—1988 — преподаватель (по совместительству), Киевский университет им. Т. Шевченко.
- 1988—1996 — член президиума УААН.
- 31.10.1994-06.01.1995 — вице-премьер − министр Украины по вопросам АПК[2][3].
- С 06.01.1995 — 1-й вице-премьер − министр Украины по вопросам АПК[4].
- 03.07.1995-16.03.1996 — вице-премьер − министр Украины по вопросам АПК[5][6].
- С 02.2005 — член Совета Национального Банка Украины.

### Семья
- Отец — Трофим Алексеевич (1910—1941).
- Мать — Мария Михайловна (род. 1910).
- Жена — Анна Ивановна (род. 1947).
- Дети — сыновья Виталий (род. 1967) и Ростислав (род. 1975).

## Награды и звания
- Герой Украины (с вручением ордена Державы, 16 ноября 2004 — за выдающиеся личные заслуги перед Украинским государством в развитии экономической науки и агропромышленного комплекса, разработку принципов реформирования сферы сельскохозяйственного производства).
- Награждён советским орденом Знак Почёта и украинскими орденами князя Ярослава Мудрого V (11.1998)[7] и IV (11.2001)[8] степеней, медалью «В память 1500-летия Киева».
- Лауреат премии им. А. Шлихтера АН Украины (1992).
- Заслуженный деятель науки и техники Украины (1993).